# بيلي غرانفيل
بيلي غرانفيل (بالإنجليزية: Billy Granville)‏ هو لاعب كرة قدم أمريكية أمريكي، ولد في 11 مارس 1974 في ترنتون في الولايات المتحدة.